# Островитяне (повесть Лескова)
«Островитяне» — повесть русского писателя Николая Лескова, впервые опубликованная в 1866 году в журнале «Отечественные записки» под псевдонимом М. Стебницкий (написана была, предположительно, в первой половине 1866 года). В 1867 году вышла отдельным изданием.
В центре сюжета жизнь двух семей василеостровских немцев, Норков и Шульцев. Важное место в повести занимает тема искусства.